# Chahaignes
 Chahaignes  es una población y comuna francesa, situada en la región de Países del Loira, departamento de Sarthe, en el distrito de La Flèche y cantón de La Chartre-sur-le-Loir.

## Demografía
| 912 | 864 | 865 | 775 | 785 | 747 |
| Para los censos de 1962 a 1999 la población legal corresponde a la población sin duplicidades (Fuente: INSEE [Consultar]) |     |     |     |     |     |